# Bruno Silvestrini
Bruno Silvestrini (Faenza, 25 maggio 1931) è un medico italiano.

## Biografia

### Origini e formazione
Consegue nel 1953 la maturità classica presso il Liceo Torricelli di Faenza. 
Si laurea con lode nel 1955, primo del suo corso, in Medicina e Chirurgia all’Università di Bologna, dopo avere frequentato, come borsista ed allievo interno, gli Istituti di Patologia Medica e di Fisiologia.

### Attività e incarichi
Durante il periodo di formazione universitaria a Bologna, pubblica le sue prime ricerche sperimentali (P. 1, 2, 7, 8, 9, 41), che gli valgono una borsa di studio biennale presso l’Istituto Superiore di Sanità (Roma) nel Laboratorio di Chimica terapeutica diretto dal Professor Daniel Bovet (Premio Nobel per la Medicina, nel 1957). Assegnato al Laboratorio di Chimica Terapeutica, è in questi due anni con Bovet che Silvestrini “impara come si fa ricerca”, partendo dalla letteratura conosciuta, l'elaborazione di un metodo, l'esposizione dei risultati per arrivare alla discussione e commento. Con lui firma diverse pubblicazioni (P. 6, 14, 15, 17, 21).
Al termine della borsa di studio, lascia Roma ed inizia la sua attività di ricercatore presso i laboratori della “Lepetit S.p.A” di Milano, dove acquisisce competenze in termini di metodologia, controllo di qualità e protocollazione dei risultati, necessari allo sviluppo di nuovi farmaci ed alla loro registrazione, in Italia come all'estero (USA). Il suo eccellente lavoro produce due farmaci innovativi: un analettico e un anti-tosse (Pubblicazioni: 22, 24, 25, 31, 32, 33, 42, 43, 57) ed in breve tempo ottiene anche la promozione a capo del laboratorio di neurofarmacologia dell’azienda.
Nel 1959 decide di chiudere la sua esperienza milanese per approdare alla più piccola (all'epoca) “Aziende Chimiche Riunite ANGELINI Francesco”, dove, l'incontro con il titolare, Igino Angelini, una delle figure più rilevanti del panorama imprenditoriale/farmaceutico italiano, mette le basi per una prolifica collaborazione ventennale.
Alla Angelini entra in qualità di Direttore del Reparto di Farmacologia e collabora con un’altra figura di rilievo dell'azienda, Giuseppe Palazzo, chimico, che sintetizza in quegli anni centinaia di nuove originali molecole (Pubblicazioni: 34, 38, 40, 65, 136, 214).
Si circonda di giovani talentuosi. per citarne alcuni: Bruno Catanese, Valerio Cioli, Romeo Lisciani,  Patrizio Scorza Barcellona che pubblicheranno con lui decine di lavori (P. 45, 328, 74, 327, 80, 355, 79, 305, ecc.) e, su tutti, C.Y. Cheng, insieme al quale co-firmerà nel corso della carriera oltre 100 pubblicazioni (278, 545).
Durante oltre 20 anni di lavoro nell'azienda Angelini la sua attività scientifica ha riguardato principalmente l’infiammazione, la depressione, i tumori, la fertilità maschile e la biologia molecolare, scoprendo e brevettando diversi farmaci.
Ha sviluppato e brevettato i seguenti farmaci, dotati di una larga diffusione internazionale e la maggior parte dei quali è citata sull’Index Merck:
• oxolamina, prototipo degli antitosse periferici;
• benzidamina, prototipo degli antinfiammatori “primari”;
• proxazolo, antispastico papaverino-simile;
• bendazac, un medicamento con proprietà antidegenerative;
• trazodone, prototipo degli “antidepressivi atipici”;
• dapiprazolo, alfa bloccante d’impiego oculistico;
• lonidamina, antitumorale di tipo energolitico.
Parallelamente alla sua attività professionale legata alla ricerca e all’industria farmaceutica, già a partire dal 1959, conseguendo la “Libera docenza” (l'istituto abilitativo all'insegnamento), svolge ininterrottamente una intensa attività didattica tenendo lezioni, corsi di insegnamento, seminari e conferenze che lo lega indissolubilmente al mondo accademico, in Italia e all'estero.
Nel 1983 decide di abbandonare il settore industriale e dedicarsi a tempo pieno all'insegnamento entrando nell’Università La Sapienza di Roma, prima da Professore Associato e dal 1986 da Professore Ordinario.
Si concentra sulla medicina naturale, abbracciando il nuovo indirizzo della ricerca scientifica che si sta avvicendando con quella basata sui farmaci di sintesi. (Si vedano Medicina naturale. Analisi, riflessioni, prospettive e il Farmaco moderno-un patto esemplare tra uomo e natura).
Questa è la lezione che nei vent'anni successivi impartisce a La Sapienza di Roma dove fonda il Dipartimento di Farmacologia delle Sostanze Naturali e di Fisiologia Generale, Dirige il Dottorato di ricerca in Farmacologia, Farmacognosia e Tossicologia e riveste, inoltre, la carica di Presidente del Corso di Laurea in Farmacia.
Prolifica è la produzione di lavori e pubblicazioni scientifiche nei 20 anni di attività accademica a Roma, in collaborazione con colleghi docenti e giovani ricercatori. Per citarne alcuni, Gabriela Mazzanti, Maria Grazia Leone, Luciano Saso, Maria Luisa Casini, Laura Braghiroli, Anna Ponzianelli, Luca Romanelli e Annabella Vitalone
Conclude la carriera Universitaria con il pensionamento nel 2003 senza però interrompere la sua attività di ricerca e divulgazione scientifica.
Ha prodotto oltre 500 pubblicazioni scientifiche, in gran parte “peer-reviewed”, su riviste a diffusione internazionale. Nel 1995 Pubblica “Malati di droga”, giunto alla VII edizione, nel 2007 “Medicina Naturale” e nel 2014 “Il Farmaco moderno: un patto esemplare tra uomo e natura”
Prosegue ad oggi la sua attività in particolare con la Fondazione di Noopolis, di cui è fondatore (1985), ora Presidente Onorario, impegnata nella formazione, nella promozione e diffusione della cultura scientifica e nella ricerca.
È stato membro di numerose Commissioni, quali il Comitato Nazionale per la Bioetica, la Commissione per la Farmacopea Ufficiale, Comitati Etici locali, la Commissione Ministeriale Antidoping e altre Commissioni Pubbliche.
È stato Presidente della Farmacap (Farmacie Comunali di Roma) e componente della Commissione di Bioetica del CNR. È consulente del “Pontificium Consilium de Apostolatu pro Valetudinis Administris”.
Ha ricevuto numerosi riconoscimenti ed attestati di Società scientifiche italiane ed estere.

### Attività didattica e scientifica
Ha svolto un’intensa ed ininterrotta attività didattica istituzionale, tenendo numerosi seminari e conferenze all’estero (McGill University di Montreal, Columbia University di New York, Università di Cracovia, etc.).
Ha promosso numerose iniziative a favore della formazione dei giovani e del loro inserimento nel mondo del lavoro, tra cui la prima banca dati internazionale sulle borse di studio che ha erogato in Italia e all’estero, diverse centinaia di assegni di studio.
Ha partecipato ai lavori del Comitato Nazionale per la Bioetica, coordinando i gruppi incaricati dei Documenti sulla Sperimentazione farmacologica, sui Vaccini, sul Tabagismo e sulla Farmacogenetica.

#### Tabagismo
Ha coordinato il gruppo di lavoro per la redazione del documento che ha portato nel 2003 alla legge n. 3 (art. 51), “Tutela della salute dei non fumatori” (Legge Sirchia), che ha esteso il divieto di fumo a tutti i locali chiusi, compresi i luoghi di lavoro privati o non aperti al pubblico, gli esercizi commerciali e di ristorazione, i luoghi di svago, palestre, centri sportivi. Il Presidente del Comitato si è espresso, nella presentazione del documento sul tabagismo, nei seguenti termini: «Ringraziare il Prof. Bruno Silvestrini per il lavoro svolto è fin troppo poca cosa rispetto alla passione, all’impegno ed al tempo che vi ha profuso. Al Prof. Silvestrini, membro del CNB fin dalla sua prima costituzione, il Comitato è debitore di alcuni dei più bei documenti da esso prodotti».

#### Sperimentazione farmaci[2]
Autore della relazione del Comitato Nazionale per la Bioetica sulla sperimentazione dei farmaci (C.N.B., 1992) proponendo una rilettura centrata sulle distorsioni derivanti dall’eccessivo ricorso, nella ricerca e in medicina, a modelli sperimentali artificiali e a rimedi estranei alla composizione ed al funzionamento dell’organismo.

## Libri
- Bruno Silvestrini, Valutazione sperimentale delle principali attività farmacologiche, Roma, Bulzoni Editore, 1969.
- Bruno Silvestrini, J.P. Feighner and T. Silverstone (eds.), The role of trazodone in antidepressant therapy: safety and clinical efficacy, Psychopathology 17, Suppl. 2, 1984.
- Bruno Silvestrini, Sante Tura (eds.) and W.G. Spector (co-ed), Inflammation-Aetiopathogenetic, clinical and therapeutic problems, Excerpta Medica Foundation,1986.
- Bruno Silvestrini, Malati di droga, Milano, Sperling & Kupfer, 1995. 5 Edizioni.
- Guido Giarelli, Paolo Roberti di Sarsina, Bruno Silvestrini, Le medicine non convenzionali in Italia – Storia, problemi e prospettive di integrazione, Franco Angeli, Milano, 2007.
- Bruno Silvestrini, Medicina naturale, analisi, riflessioni, prospettive, Milano, FrancoAngeli, 2007.
- Bruno Silvestrini, Malati di droga, Edizioni RED, 2009.
- Bruno Silvestrini, Il farmaco moderno. Un patto esemplare fra uomo e natura, Carocci Ed., 2014